# Sulfat de coure(I)
El sulfat de coure(I) (antigament sulfat cuprós) és una sal insoluble de color blanc, formada per l'anió sulfat i el catió coure en estat d'oxidació +1, amb la fórmula Cu₂SO₄. Aquest estat d'oxidació és poc estable, per tant el sulfat de coure (I) és molt menys freqüent que el seu anàleg, el sulfat de coure(II) CuSO₄.

## Obtenció i propietats
Els principals països productors són: Mèxic, Brasil, Xile, Rússia, Taiwan, Itàlia, Xina i Argentina. A Xile els principals Productors són: Minera Capacho Viejo (II Regió), Minera San Geronimo (IV Regió), VaporProcesos (RM) i Companyia Minera Josefina SA (IV Regió).
Sol obtenir-se a partir de solucions de sulfat de coure(II), per l'acció d'un reductor com tiosulfat de sodi diluït. En laboratori pot obtenir-se barrejant dissolucions de sulfat de coure(II), hidrogensulfit de sodi i hidròxid de sodi.
2CuSO₄ + NaHSO₃ + NaOH → Cu₂SO₄ + H₂SO₄ + Na₂SO₄
La seva falta de color, en contrast amb altres sals de metalls de transició que són acolorides, incloses les sals de coure(II), s'explica per la seva configuració electrònica. En tenir la capa d totalment ocupada, no són possibles les transicions {\displaystyle d\rightarrow d} que típicament tenen una energia en el rang de la llum visible.